# Gregory (Oklahoma)
Gregory és una concentració de població designada pel cens dels Estats Units a l'estat d'Oklahoma. Segons el cens del 2000 tenia 745 habitants.

## Demografia
Segons el cens del 2000, Gregory tenia 150 habitants, 54 habitatges, i 46 famílies. La densitat de població era de 19,2 habitants per km².
Dels 54 habitatges en un 38,9% hi vivien nens de menys de 18 anys, en un 68,5% hi vivien parelles casades, en un 13% dones solteres, i en un 13% no eren unitats familiars. En el 9,3% dels habitatges hi vivien persones soles l'1,9% de les quals corresponia a persones de 65 anys o més que vivien soles. El nombre mitjà de persones vivint en cada habitatge era de 2,78 i el nombre mitjà de persones que vivien en cada família era de 2,96.
Per edats la població es repartia de la següent manera: un 28% tenia menys de 18 anys, un 3,3% entre 18 i 24, un 32% entre 25 i 44, un 25,3% de 45 a 60 i un 11,3% 65 anys o més.
L'edat mediana era de 38 anys. Per cada 100 dones de 18 o més anys hi havia 92,9 homes.
La renda mediana per habitatge era de 70.865 $ i la renda mediana per família de 71.154 $. Els homes tenien una renda mediana de 36.731 $ mentre que les dones 31.875 $. La renda per capita de la població era de 22.116 $. Cap de les famílies i el 2% de la població estaven per davall del llindar de pobresa.

## Poblacions més properes
El següent diagrama mostra les poblacions més properes.